# Live! (альбом Bob Marley & The Wailers)
Live! — первый концертный альбом ямайской рэгги-группы Bob Marley & The Wailers, записанный 18 июля 1975 года в театре «Лицеум», Лондон.
Одно из самых известных выступлений Боба Марли было записано с помощью знаменитой передвижной студии The Rolling Stones. В 2017 году вышла расширенная версия издания, включающая оба концерта 17 и 18 числа.

## Список композиций
| №  | Название                          | Автор(ы)                      | Длительность |
| -- | --------------------------------- | ----------------------------- | ------------ |
| 1. | «Trenchtown Rock»                 | Марли                         | 4:23         |
| 2. | «Burnin' And Lootin'»             | Марли                         | 5:11         |
| 3. | «Them Belly Full (But We Hungry)» | Lecon Cogill, Карлтон Барретт | 4:36         |
| 4. | «Lively Up Yourself»              | Марли                         | 4:33         |

| №  | Название             | Автор(ы)         | Длительность |
| -- | -------------------- | ---------------- | ------------ |
| 1. | «No Woman, No Cry»   | Винсент Форд     | 7:07         |
| 2. | «I Shot The Sheriff» | Марли            | 5:18         |
| 3. | «Get Up, Stand Up»   | Марли, Питер Тош | 6:32         |

Бонус-трек CD-издания 2001 года
1. «Kinky Reggae» — 7:35

## Участники записи
- Боб Марли — вокал, ритм-гитара
- Эл Андерсон[англ.] — соло-гитара
- Тайрон Дауни[англ.] — клавишные
- Эштон Барретт[англ.] — бас-гитара
- Карлтон Барретт[англ.] — ударные
- Элвин Паттерсон[англ.] — перкуссия
- Джулиан Марвин[англ.] — соло-гитара, бэк-вокал
- I Threes — бэк-вокал